# Герб на Коломия
Гербът на Коломия е изработен през 22 март 1991 г. Гербът представя жълт орел с корона на син фон.